# 151 (szám)
A 151 (százötvenegy) a 150 és 152 között található természetes szám.
A 151 prímszám. Mivel a 149 is prímszám, a 151 ikerprím.
A 151 palindrom szám és szerepel a Padovan-sorozatban is tagként.
A 151 az első szám, ami pontosan 12 különböző szám valódiosztó-összegeként áll elő.
Középpontos tízszögszám.